# Бајрамовци (Купрес)
Бајрамовци (раније Барјамовци) су насељено мјесто у Босни и Херцеговини, у општини Купрес, које административно припада Федерацији Босне и Херцеговине. Према попису становништва из 1991. у насељу је живјело 115 становника.

## Становништво
| Националност       | 1991.        |
| Срби               | 114 (99,13%) |
| остали и непознато | 1 (0,86%)    |
| укупно             | 115          |

| Демографија | Демографија | Демографија |
| Година      | Становника  | Становника  |
| ----------- | ----------- | ----------- |
| 1961.       | 199         |             |
| 1971.       | 97          |             |
| 1981.       | 124         |             |
| 1991.       | 115         |             |